# 動力分散方式

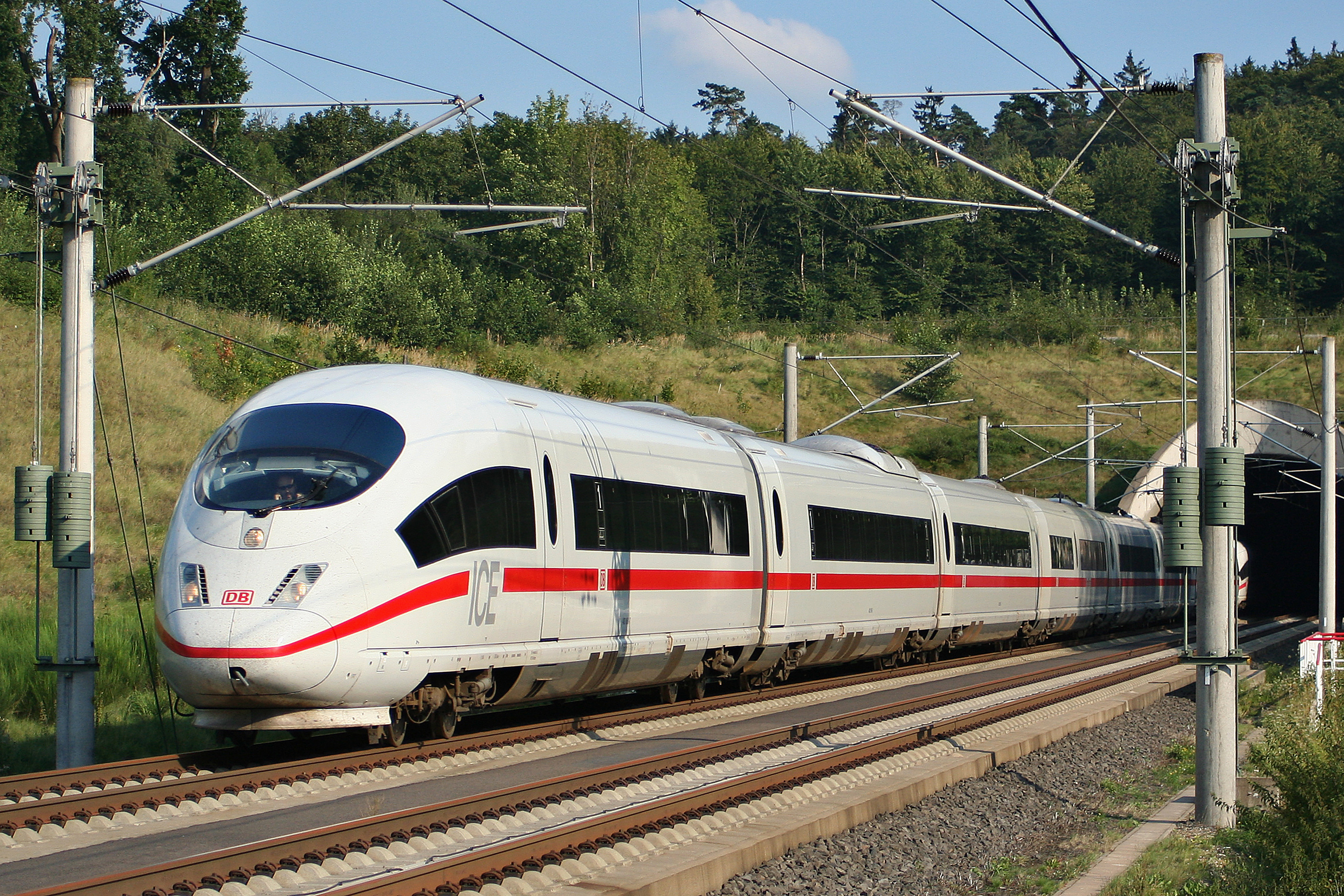
ドイツの高速鉄道（ICE 3）

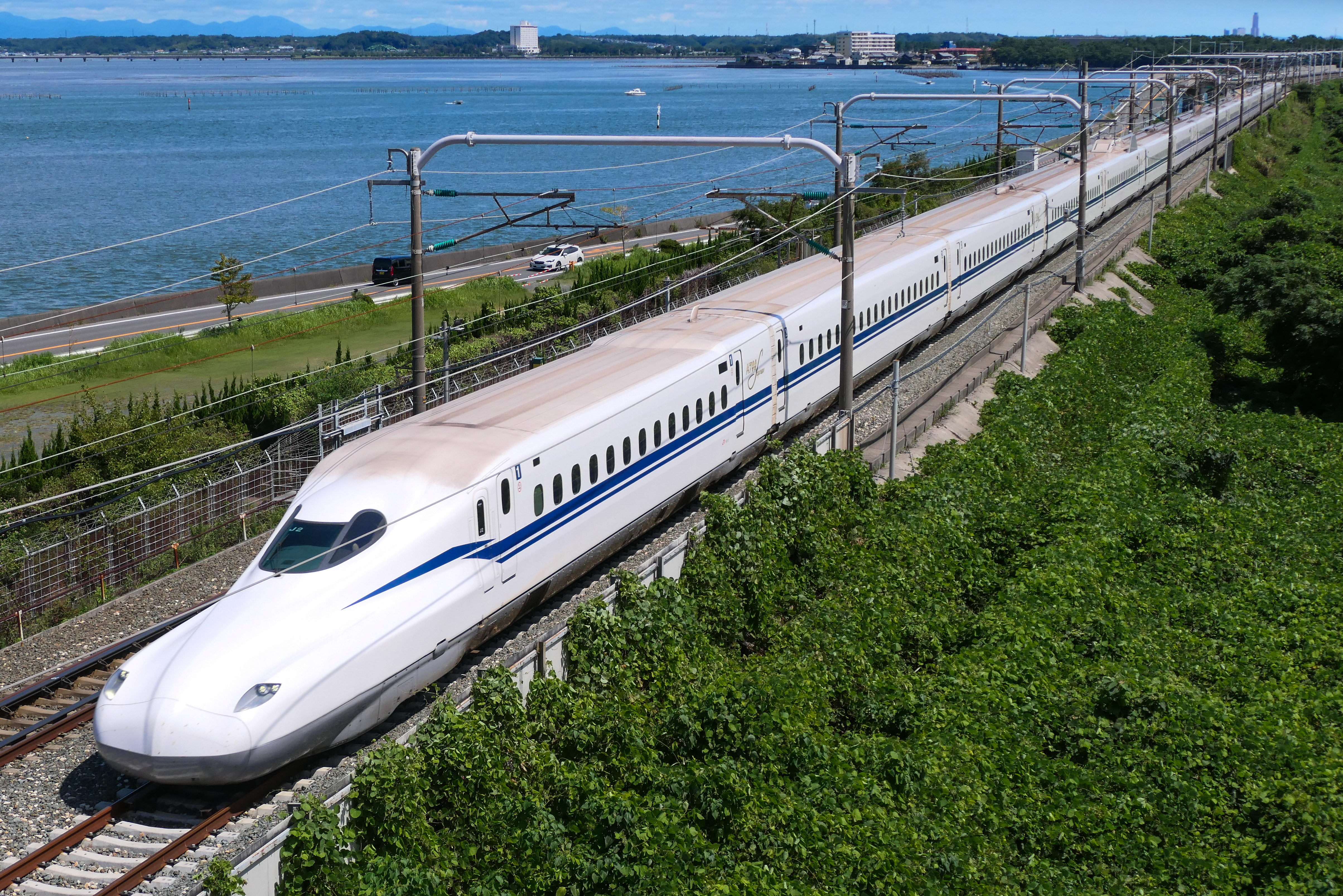
日本の高速鉄道（新幹線N700S系電車）

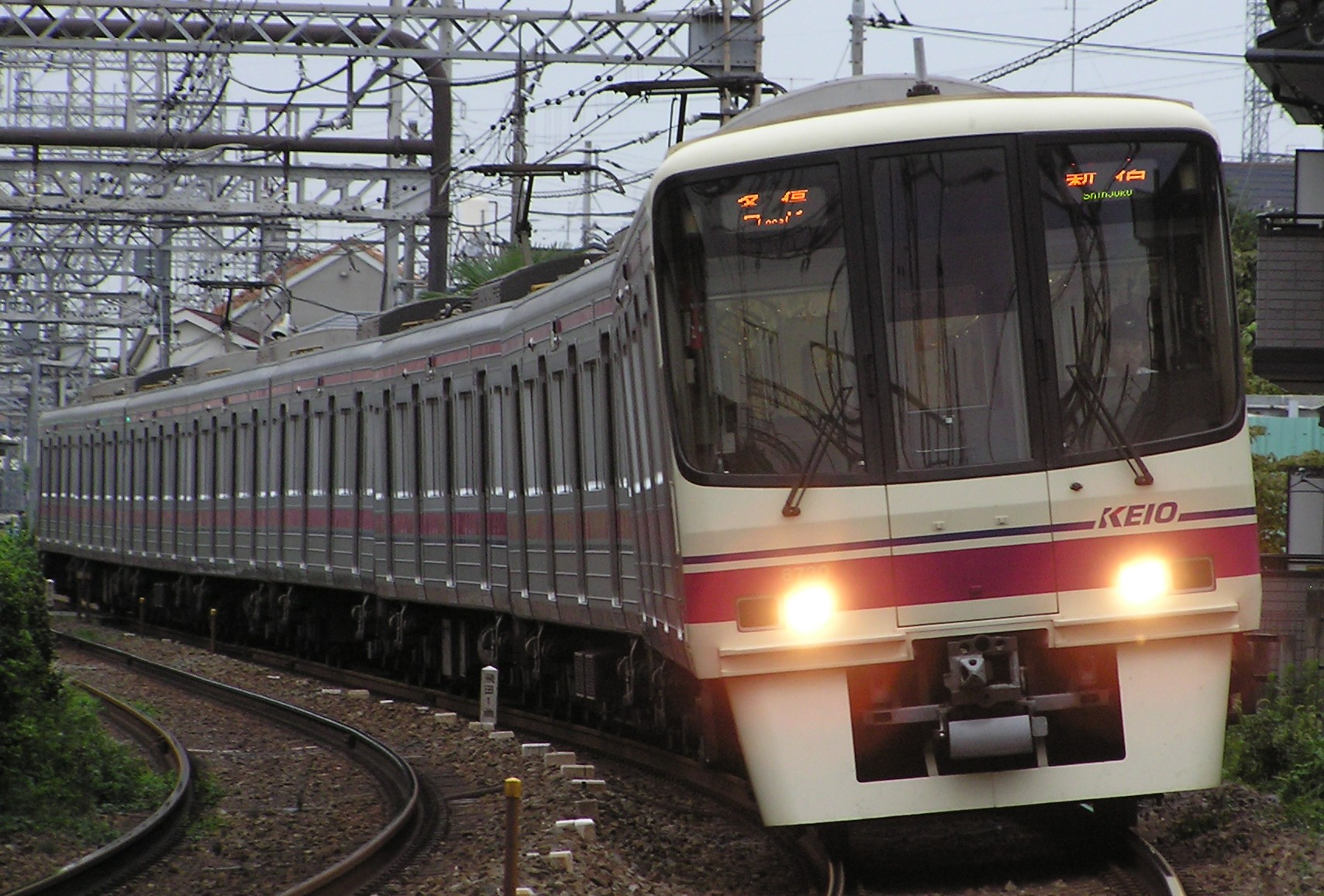
日本の私鉄（京王8000系電車）

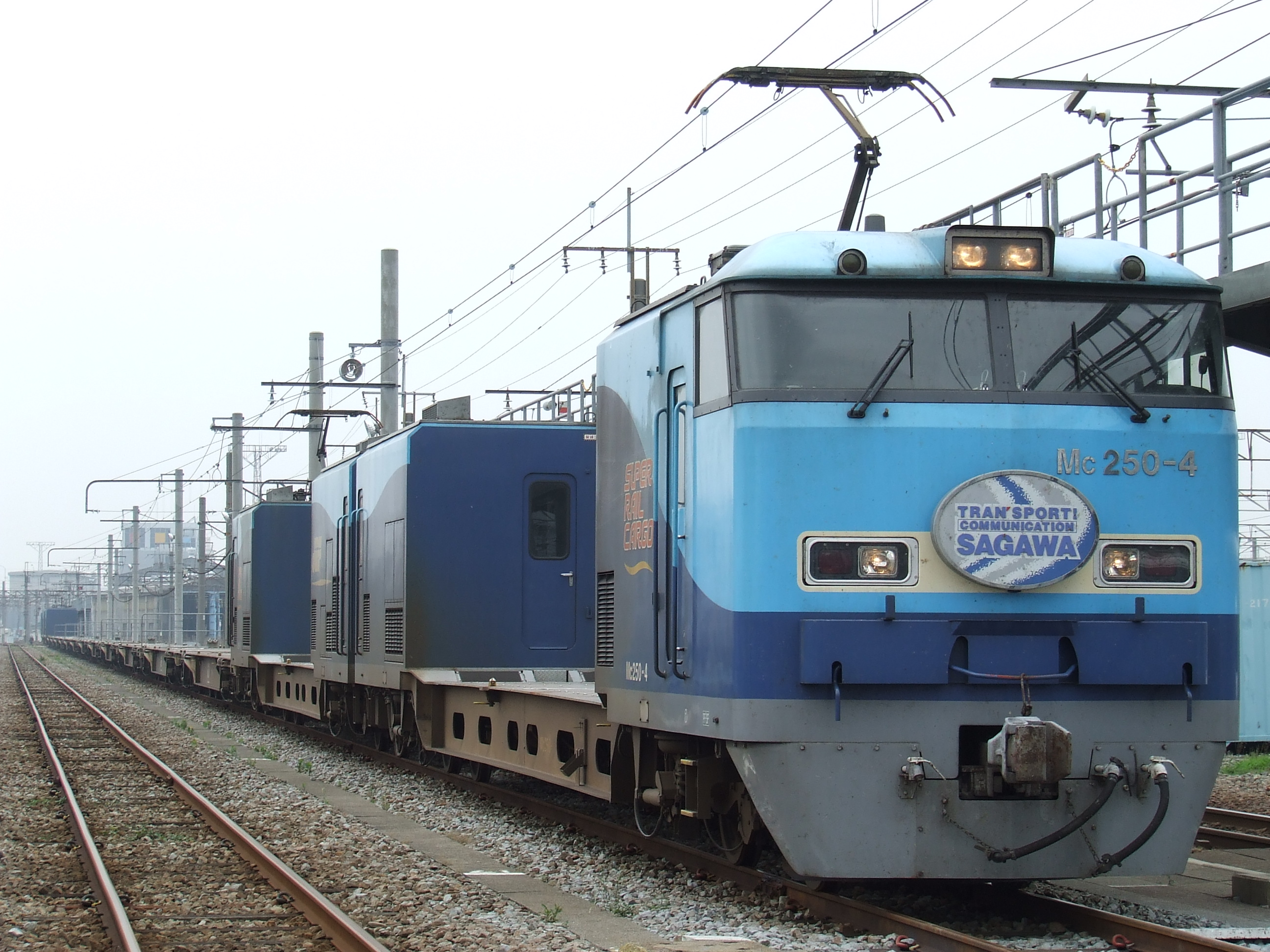
日本の貨物電車（JR貨物M250系電車）

動力分散方式（どうりょくぶんさんほうしき）とは、列車を編成する車両のうち多数の車両が動力をもつ方式のことである。対する方式は動力集中方式である。

## 長所と短所
動力集中方式と比較して述べる。

### 長所
- MT比が高い（大きい）ほど、起動加速度が向上するため、登り勾配でも高速走行が可能、曲線区間が多く、頻繁に加減速が要求される線区においても有効である。これは多くの電動機・機関が搭載できるため狭軌などで搭載スペースに制約があっても全体の出力を大きくできるからというだけではなく、駆動される軸が多くなることも大きい。1軸当たり許容される最大軸重をW、駆動される軸数をN、摩擦係数（粘着係数）をμとすると、編成全体での最大の牽引力Fは{\displaystyle {\mathit {F}}={\mathit {N}}{\mathit {W}}\mu }以上にはできない。駆動される軸数が少ない動力集中方式の場合、いくら高性能の電動機等を用いてもこれ以上の牽引力が原理的に発揮できず、日本のように許容される軸重が小さい場合、この制約はさらに大きくなる。したがって、多くの軸で牽引力を分担する動力分散方式の方が有利になる。
- 機関車が牽引する場合に比べて車両にかかる引張力が小さいため、車両の台枠の強度を下げ、軽量化できる。
- 動力車の軸重が軽く[注釈 1]、軌道に与える負荷が減少するため線路に与える悪い影響も少ない[1]、よってカーブやポイントでの制限速度をより高くすることができる。また保線周期を伸ばすことができ、単位輸送量あたりの保線費用を動力集中式の列車による運行に比べ低減できる。
- （電車・ハイブリッド気動車の場合限定）回生ブレーキを有効に用いることができるため、省エネルギーであり、遅れ込め制御や、近年の電車に見られるような、停止する直前まで電気ブレーキのみで減速する純電気ブレーキを搭載することで、ブレーキシューの交換周期の延長を図ることができる。
以上より一般に機関車牽引に比べて減速度（ブレーキ性能）がよく、一定距離で停止することを条件とした場合、最高速度を高く設定できる。
- 終着駅やスイッチバックで折り返す際、機回しが必要ないのでその所要時間が少なく済むほか、機回し線および操車担当の職員が不要になるため、運行コストを低減できる。また、途中で編成を分けて別々の行き先に走らせることもできる[2]。
ただし、機回しの問題に限れば欧州（特にフランスとドイツ）では、制御客車で機関車を付け替えることなくどちらの方向へも同じ速度で運転できる構造のものも多く、決定的な利点ではない。
- 冗長性が高い。編成内の一部の動力車が故障した場合でも運行を続けることができる[1]。動力集中方式では一定の距離ごとに機関車を交換するか、ロングランの場合は、やはり沿線の一定の距離ごとに予備となる機関車を配置する必要がある。
- 地下鉄を始めとした都市鉄道では、国によらずほぼすべてが動力分散方式だが、これは日本で動力分散方式が発達したのと同じく、駅間距離が短く機関車の付け替えも自由に行えないためである。

### 短所
- 故障した場合、動力が分かれているので手分けしていちいち調べなければならず[注釈 2]、大変（動力集中方式ならば機関車を調べればよい）[3]。
  - 21世紀に入るとTIMSが実用化されるようになり、故障を含む異常個所を運転台にて把握できるようになったため、この短所は改善されつつある。
- 動力や制御機構が多い分、製造費・維持費が高くなりメンテナンスもこまめに必要なので、「普段使わない車両を長期間留置しておく」のには不利、輸送の波の激しい路線には対応しにくい。
  - 1990年代に入ると電車および気動車についても機器のメンテナンスフリー（特に制御装置および補助電源装置のインバータへの移行）化が進むようになったことから、この短所も改善されつつあったが、2005年に発生した京浜東北線での故障による列車障害事故を契機に過度なメンテナンスフリー化からは逆行している。
- 一般的に動力車は騒音や振動が激しいため、乗り心地を損なわれる。
  - これについても1990年ごろから防音および遮音技術が進むようになり、電動車でありながら客車なみの静寂性を実現した車両もある（日本の鉄道車両としては数少ないグリーン電動車を有する787系など）
- 複数動力車があることや車両の加減速度が大きい分、前後動の衝撃が大きくなり密着式連結器（もしくは密着自連）が必須になる[4]。
- 動力伝達装置に起因する抵抗が大きく、特に惰行時や高速域でのロスが大きい。
  - 裏を返せば伝達装置に起因する抵抗を利用することによって、電気ブレーキや回生ブレーキ、コンバータブレーキを有効活用することができる。
- 動力集中方式の客車と比べて、2階建車両における車内の利用効率が低くなる場合がある。
- 貨物列車であれば、動力装置そのものの重量分を考慮せねばならないので1両当たり最大積載重量が減る。
- 電車の場合、異なる電化方式の区間や非電化区間への乗り入れが限定される。
  - 例えば、電車が非電化区間に乗り入れるのであれば、ディーゼル機関車とサービス電源用の発電機が必要となる。
- 国境を跨った列車での編成の可変性・融通性（ヨーロッパ諸国間に顕著）で不利である。

## 地域別状況
海外では、電化区間のみを走行する近距離列車は動力分散方式、電化/非電化をまたぐ長距離列車は動力集中方式という棲み分けをする場合が多い。イタリア・オランダは動力分散方式による列車が比較的多いが、国境を越える列車もあったことから日本に比べれば動力集中方式による列車の割合が高い傾向がある。非電化区間の多い開発途上国では通勤列車ですら動力集中方式を使う例もある。世界的に見ると日本のような運行形態は珍しかったが、21世紀に入ると欧州諸国でも動力分散方式への移行が進むようになった。

### ヨーロッパ

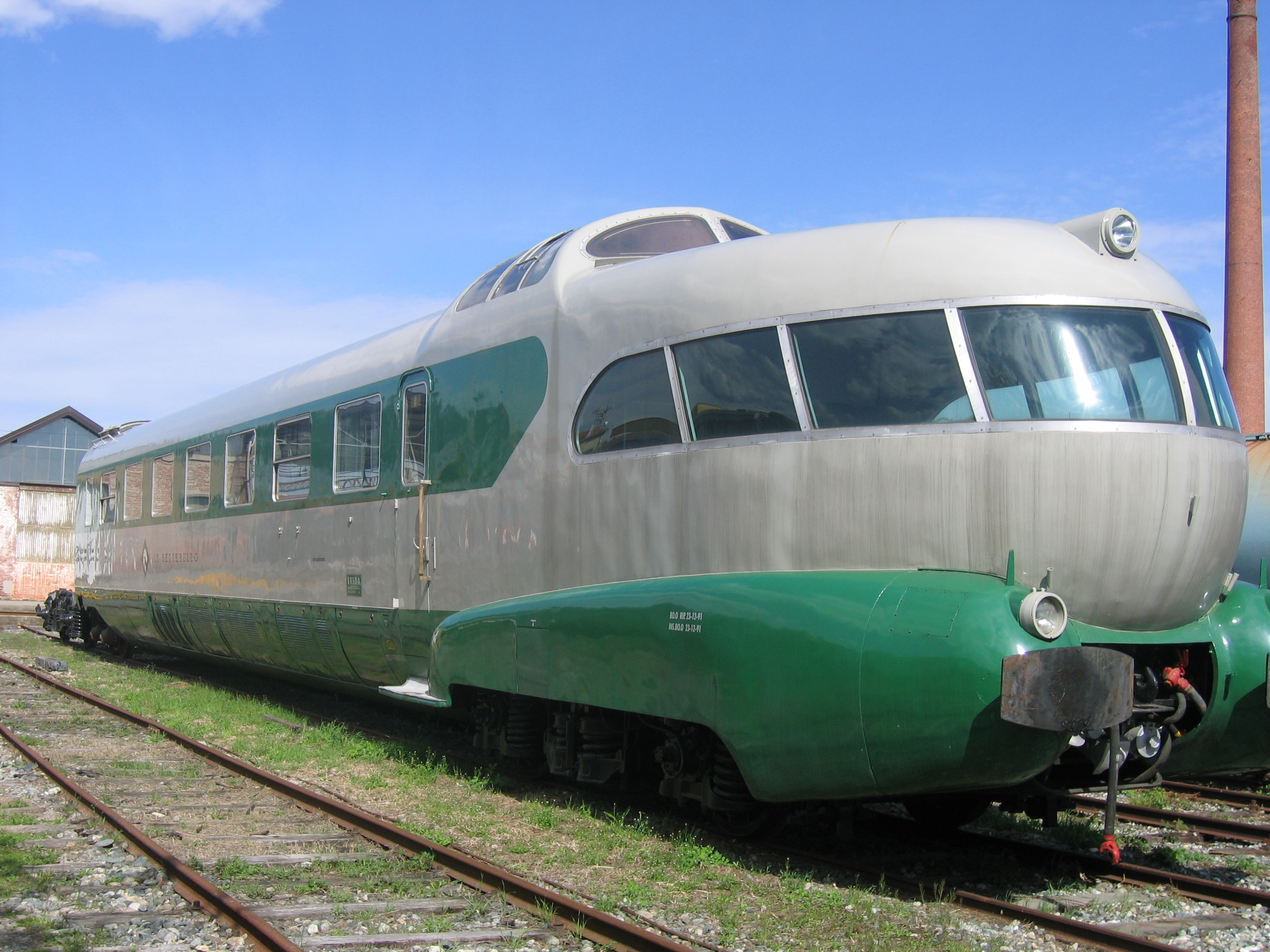
イタリア国鉄のETR300「セッテベロ」

ヨーロッパでは、近郊輸送の小型の電車や気動車は昔から存在したが、本格的な長距離の列車には概ね機関車が客車を牽引する方式が用いられてきた（島秀雄が視察したオランダ国鉄は例外的）。その中でドイツはスピードアップに蒸気機関車の高速化だけではなく、動力分散式による高速化も考えて流線形気動車のフリーゲンダー・ハンブルガーを開発した（1933年営業運転開始）。同気動車の最高速度は当時の急行用の蒸気機関車に匹敵したが、それ以上に優秀だったのは加速力で、ベルリン・レルター駅からハンブルク中央駅間の283 kmを途中無停車で2時間18分で結び（全運転区間は293 km）、駅間平均速度は124 km/hと世界最速に達した。
一方電車は、イタリア国鉄は1930年代から高速電車の開発に取り組み、1936年には世界最初の長距離高速特急電車であるETR200型を製造した。その後、第二次世界大戦後にはセッテベロで名高いETR300型や、ペンドリーノなどの動力分散型車両を製造している。また、ドイツでも「ルフトハンザ・エアポート・エクスプレス」等に使用されたET403や後期のICEは動力分散型となっているなど、高速鉄道に動力分散式を採用することは世界的な潮流となりつつある。例外はフランスSNCFのTGVで、一時期動力分散式についても検討し、実際に車両も開発された（AGV）ものの、旺盛な旅客需要から低床式二階建車両が必須なため今後も動力集中方式での整備が予定されている。なおこの時開発されたAGVはイタリアNTV社に採用されている。

### アメリカ
アメリカでも1930年代に流線形気動車のユニオン・パシフィック鉄道のM-10000形（1934年2月）や、シカゴ・バーリントン・アンド・クインシー鉄道のゼファー（1934年4月）が作られているが、これらは先頭車のみが動力車なので動力分散式といっていいか微妙なところである。1949年から1962年まで398台製造されたバット社のRDC（Budd Rail Diesel Car（英語））のように、正真正銘の分散式気動車がそこそこ広まった例はある。
電車に関してはインターアーバンが20世紀初頭に誕生し、1941年にはこの1つであるシカゴ・ノースショアー・アンド・ミルウォーキー鉄道で流線形の高速急行用電車エレクトロライナーを製造した例もあるが、モータリゼーションの台頭によってインターアーバン自体が衰退してしまったので電車の数は減少し、その後はメトロライナーにも動力分散型は使われたものの、メンテナンスの問題から機関車牽引列車に置き換わってしまった。現在ではBART等近郊電車を中心として使用されている。

### 日本
日本では営業運転では電車の方が電気機関車より先に行われており、大正期ごろまでは電動車は電車が基本で1922年の東海道線電化計画時も当初は長距離電車デハ43200形を選択していたほどだったが、この頃から電気機関車の輸入が盛んになり、以後の電化拡大地域は電気機関車による客車牽引が戦後まで主流になっている。
その後日本国有鉄道（国鉄）が1960年より実施した動力近代化計画の取り組みによって動力分散方式の採用が進み、通勤列車から新幹線などの長距離特急まで、静粛性が追求される夜行列車と一部の臨時列車（団体専用列車など）を除いて、この方式が使われている。主たる理由として、曲線・勾配・高速通過困難な分岐器が多い、地盤が弱い（一般に機関車は重量が非常に大きくなり、軌道に大きな負担をかける）などの事情がある。また、駅間距離が短いことや、ターミナル駅ではプラットホームの有効長や数も西欧諸国に比して少ないこと、機関車付け替え用地の確保が困難なども挙げられる。
また、副次的な理由として、世界でいち早く完全自動連結器化が実施された際、台枠緩衝器（バッファー）も廃止された事により、推進運転に際して動力車1に対してボギー式の無動力車4を超える場合、45km/h以上では台車の異常振動・蛇行が発生し最悪脱線に至ることから、動力集中方式を多用している国で多用されているプッシュ・プル方式による高速運転ができなくなってしまったこともある。
日本でも昭和20年代まで長距離列車は蒸気機関車牽引が中心だったことから必然と動力集中方式が主力であったが、幹線の電化が進んだ昭和30年代になってから国鉄151系・153系、小田急電鉄SE車、そしてそれらの技術を発展させた新幹線0系電車といった優れた新性能電車が普及し、動力分散方式の優位が決定的になった。寝台列車に関しても車内の騒音や振動対策を施した動力分散方式の寝台電車として1967年に581系が、翌1968年に583系が登場。その後、1998年に285系が登場している。また、2004年には編成を組成する貨物列車としては世界初の動力分散方式の試みとして、貨物電車のJR貨物M250系電車が登場している。

#### 技術の進歩による動向の変化
電車の場合、VVVF制御の登場など急速に技術革新が進み、主電動機一台あたりの出力を大幅に向上させて、編成全体の電動車比率（MT比）を下げながらも従来の車両と同等もしくはそれ以上の出力を確保する手法が主流になっている（新幹線でも似たような手法で一部系列で付随車を連結しているものがある）。言わば動力集中方式的な要素も取り入れていると言える。
例えば、JR東日本209系電車以降の通勤・近郊形車両などのように、車体を大幅に軽量化した分主電動機の出力を下げて、その分を主電動機を過負荷運用させてカバーする手法もあるが、これは同社の極力保守にかけるコストや労力を減らして、老朽化した車両を速やかに大量に置き換える発想から来ている。しかし、電動車一両あたりに掛かる負荷が大きくなりがちであり、更に軽量車体であるがゆえに雨天時などの悪条件下で空転が多発する、また本来動力分散方式の長所の1つである（システム運用上の）フェイルセーフの効果が下がり、1ユニット（通常、2電動車）の故障で通常（ダイヤ通り）の走行が不可能になる、など、運用面で問題が生じるケースも相次いだ。そのため、JR東日本E233系電車においては、209系で下げられたMT比が再び旧来の国鉄205系電車と同等となっている。
他の対策として、電動車1両に積む主電動機数を減らし、その分で編成全体の電動車比率を上げることでカバーし、編成全体の重量バランスを平準化させる手法を取る車両も登場している。まず1960年に東急6000系で試験的に導入されたが、構造が複雑であり保守が煩雑になりやすい1台車1電動機2軸駆動という意欲的設計が祟って続かず、本格量産車の東急7000系では動力車としてはオーソドックスな構成に戻った。後、単行運用を基本とするJR西日本125系電車において先行的に導入され、JR西日本321系電車で本格的に採用された。通常電動車は1両あたりの主電動機の数が4台なのに対して、2台にしている場合は「0.5M方式」、3台の場合は「0.75M方式」などと呼ばれることが多い。
一方気動車では、小型で軽量な直接噴射式のディーゼルエンジンに過給機（ターボなど）およびインタークーラーを組み合わせることで、手軽に高出力が得られるようになり、同時に多段化など変速機の機能も進化したことで、加速や登坂性能が大幅に向上し、ディーゼル機関車牽引の列車に比して大幅な運転時分の短縮が可能となった。
電車と異なり、気動車はディーゼルエンジンの重量あたりの出力が小さい（概ね180 - 250 ps）ため通常1両あたり1 - 2エンジン搭載となっており、加えて日本では気動車そのものが閑散ローカル線向けの単行から4両程度の短編成用として発展した経緯から、電車のようにMT比を圧縮するといった方向にはなっていない。ただし、国鉄キハ181系気動車やJR西日本キサハ34形、JR北海道キハ141系気動車のように採用例は存在する。181系、141系については上述のとおり高出力エンジン（181系は500 ps、141系は450 ps）の台頭も関与している。